# Почти знаменит
«Почти знаменит» (англ. Almost Famous) — американский комедийно-драматический фильм, снятый режиссёром Кэмероном Кроу. Главные роли исполнили Билли Крудап, Фрэнсис Макдорманд, Кейт Хадсон и Патрик Фьюгит. Удостоен крайне высоких оценок мировой кинопрессы и множества наград, в том числе премии «Оскар» за лучший оригинальный сценарий.

## Сюжет
Это фильм о вымышленном подростке Уильяме, ставшем волею судеб журналистом музыкального журнала Rolling Stone на время поездки с рок-группой Stillwater с целью публикации главной статьи об этой группе. Фильм основан на реальном опыте Кэмерона Кроу, полученном им во время поездки с группами The Allman Brothers Band, Led Zeppelin, Eagles. В последующей за этим публикации в Rolling Stone Уильям рассказывает о том, как во время поездки он влюбился, потерял девственность, познакомился со своими кумирами, чуть не погиб в авиакатастрофе, так и не попробовал наркотиков и о прочих сопутствующих событиях.

## В ролях
| Актёр                | Роль            |
| -------------------- | --------------- |
| Патрик Фьюгит        | Уильям Миллер   |
| Билли Крудап         | Расселл Хэммонд |
| Кейт Хадсон          | Пенни Лейн      |
| Фрэнсис Макдорманд   | Элейн Миллер    |
| Джейсон Ли           | Джефф Биб       |
| Зоуи Дешанель        | Анита Миллер    |
| Филип Сеймур Хоффман | Лестер Бэнгз    |
| Анна Пэкуин          | Полексия        |
| Файруза Балк         | Сапфира         |
| Ноа Тейлор           | Дик Росуэлл     |
| Джимми Фэллон        | Деннис Хоуп     |
| Джей Барушель        | Вик Маноз       |
| Рэйн Уилсон          | Дэвид Фелтон    |
| Эрик Стоунстрит      | Шелдон          |

## Создание
Группа, изображённая в фильме, является вымышленной. Тем не менее в США действительно существовал коллектив с названием Stillwater, выступавший в сходном стиле, и в саундтреке фильма использовано несколько его песен. Однако имена участников группы, их имидж и происходящие с ними события вымышлены; кроме того, песни, исполняемые группой на экране, никогда не входили в программу настоящей группы и были написаны специально для фильма. Кэмерон Кроу получил разрешение на использование названия группы после показа предварительной версии фильма участникам группы.
В роли Ларри, басиста Stillwater, снялся вокалист инди-группы Red House Painters Марк Козелек.
Существуют две версии фильма — прокатная и расширенная, которая длиннее почти на 40 минут. Действия фильма происходят в 1973 году. В фильме звучит песня британской группы Deep Purple «Burn», которая вышла только годом позже.

## Награды и номинации
| Премия                         | Категория                                              | Имя                                                                | Результат |
| ------------------------------ | ------------------------------------------------------ | ------------------------------------------------------------------ | --------- |
| «Оскар»                        | Лучшая женская роль второго плана                      | Кейт Хадсон                                                        | Номинация |
| «Оскар»                        | Лучшая женская роль второго плана                      | Фрэнсис Макдорманд                                                 | Номинация |
| «Оскар»                        | Лучший оригинальный сценарий                           | Кэмерон Кроу                                                       | Победа    |
| «Оскар»                        | Лучший монтаж                                          | Джо Хатшинг, Саар Кляйн                                            | Номинация |
| «Золотой глобус»               | Лучший фильм — комедия или мюзикл                      |                                                                    | Победа    |
| «Золотой глобус»               | Лучшая женская роль второго плана                      | Кейт Хадсон                                                        | Победа    |
| «Золотой глобус»               | Лучшая женская роль второго плана                      | Фрэнсис Макдорманд                                                 | Номинация |
| «Золотой глобус»               | Лучший сценарий                                        | Кэмерон Кроу                                                       | Номинация |
| BAFTA                          | Лучший фильм                                           | Кэмерон Кроу, Йен Брайс                                            | Номинация |
| BAFTA                          | Лучшая женская роль                                    | Кейт Хадсон                                                        | Номинация |
| BAFTA                          | Лучшая женская роль второго плана                      | Фрэнсис Макдорманд                                                 | Номинация |
| BAFTA                          | Лучший оригинальный сценарий                           | Кэмерон Кроу                                                       | Победа    |
| BAFTA                          | Лучшая музыка к фильму                                 | Нэнси Уилсон                                                       | Номинация |
| BAFTA                          | Лучший звук                                            | Джефф Уэкслер, Дауг Хемфилл, Рик Клайн, Пол Мэсси, Майкл Д. Уилоит | Победа    |
| «Выбор критиков»               | Лучший фильм                                           |                                                                    | Номинация |
| «Выбор критиков»               | Лучшая женская роль второго плана                      | Кейт Хадсон                                                        | Номинация |
| «Выбор критиков»               | Лучшая женская роль второго плана                      | Фрэнсис Макдорманд                                                 | Победа    |
| «Выбор критиков»               | Лучший оригинальный сценарий                           | Кэмерон Кроу                                                       | Победа    |
| «Выбор критиков»               | Прорыв года                                            | Кейт Хадсон                                                        | Победа    |
| «Спутник»                      | Лучший фильм — комедия или мюзикл                      |                                                                    | Номинация |
| «Спутник»                      | Лучший режиссёр                                        | Кэмерон Кроу                                                       | Номинация |
| «Спутник»                      | Лучшая мужская роль второго плана — комедия или мюзикл | Филип Сеймур Хоффман                                               | Номинация |
| «Спутник»                      | Лучшая женская роль второго плана — комедия или мюзикл | Кейт Хадсон                                                        | Победа    |
| «Спутник»                      | Лучшая женская роль второго плана — комедия или мюзикл | Фрэнсис Макдорманд                                                 | Номинация |
| «Спутник»                      | Лучший оригинальный сценарий                           | Кэмерон Кроу                                                       | Номинация |
| «Грэмми»                       | Лучший сборник саундтреков для кино или ТВ             | Кэмерон Кроу, Дэнни Брэмсон                                        | Победа    |
| Премия Гильдии киноактёров США | Лучшая женская роль второго плана                      | Кейт Хадсон                                                        | Номинация |
| Премия Гильдии киноактёров США | Лучшая женская роль второго плана                      | Фрэнсис Макдорманд                                                 | Номинация |
| Премия Гильдии киноактёров США | Лучший актёрский состав                                |                                                                    | Номинация |
| Премия Гильдии продюсеров США  | Лучший фильм                                           | Кэмерон Кроу, Йен Брайс                                            | Номинация |
| Премия Гильдии режиссёров США  | Лучший режиссёр                                        | Кэмерон Кроу                                                       | Номинация |
| Премия Гильдии сценаристов США | Лучший оригинальный сценарий                           | Кэмерон Кроу                                                       | Номинация |

## Критика
Брайан Мэй (гитарист группы Queen) выразил скептическое отношение к посылу фильма, что Rolling Stone — это и есть лицо рок-музыки: «Сами-то его создатели в то время так и думали, но большинство музыкантов определённо придерживались иного мнения».